# Friedrich Albert Lange
Friedrich Albert Lange (født 28. september 1828, død 21. november 1875) var en tysk filosof og nationaløkonom. Han var søn af teologen Johann Peter Lange.
Lange studerede filosofi, pædagogik og samfundsøkonomi i Zürich og Bonn. Han var 1852—55 gymnasielærer i Köln, tog 1855 doktorgraden i Bonn; fra 1858 gymnasielærer i Duisburg, men opsagde 1862 denne stilling for at kunne beskæftige sig med samfundsøkonomi og politik. 1862—66 var han redaktør af det af ham grundlagte oppositionsblad Der Bote vom Niederrhein og samtidig sekretær i handelskamret. Fra 1866 leede han i Winterthur i Schweiz, hvor han grundlagde flere socialpolitiske tidsskrifter. Lange blev 1870 professor i "induktiv filosofi" i Zürich, fra 1872 i Marburg. Langes betydeligste arbejde på samfundsøkonomiens område er Die Arbeiterfrage (1865, 5. udgave 1894), et værk af utvivlsomt stor betydning for udviklingen af den moderne tyske socialpolitik. Lange påviste heri nødvendigheden af at give den sociale reformtrang, trykket fra neden, afløb, hvis ikke den bestående samfundsorganisation skal sprænges, med andre ord at socialreformen er en efter sit inderste væsen konservativ aktion. Langes standpunkt ligger Marx' nær; kun deler han ikke dennes lære om klassekampen, lige så lidt som hans materialistiske historieopfattelse. Af Langes mere social-filosofiske skrifter kan nævnes den kritisk-historiske monografi John Stuart Mill's Ansichten über die soziale Frage und die angebliche Umwälzung der Sozialwissenschaft durch Carey (1866) samt Die Geschichte des Materialismus und Kritik seiner Bedeutung in der Gegenwart (1866). Dette betydningsfulde værk udkom i en række oplag og fandt betydelig udbredelse (fransk oversættelse ved Pommerol 1877—79, engelsk ved Thomas 1878—79). Lange giver heri en kritisk oversigt over materialismens vigtigste historiske udslag og af naturvidenskabernes udvikling fra grækerne til Darwin. På dette grundlag bygger han sin egen anskuelse; materialismen er for ham det nødvendige gennemgangsled; den må overvindes ved at gennemføres, thi forbi kommer man ikke. Men ved at vise dens utilstrækkelighed viser han idealismens berettigelse og nødvendighed. Idealismen udelukker ikke de reale kendsgerninger, dem må der nødvendigvis regnes med. Denne sunde realisme viser tilbage til Kant, og Langes værk har sikkert bidraget til genopblomstringen af Kant-studierne i Tyskland.